# Idaea liparota
Idaea liparota là một loài bướm đêm trong họ Geometridae.